# 豪斯紹本德 (阿肯色州)
豪斯紹本德（英語：Horseshoe Bend）是一個位於美國阿肯色州富爾頓縣、伊澤德縣和夏普縣的城市。

## 地理
豪斯紹本德的座標為36°13′28″N 91°44′40″W / 36.22444°N 91.74444°W，而該地的平均海拔高度為265米（即869英尺）。

## 人口
根據2020年美國人口普查的數據，豪斯紹本德的面積為37.96平方千米，當中陸地面積為34.60平方千米，而水域面積為3.36平方千米。當地共有人口2440人，而人口密度為每平方千米64人。